# Barevné klíčování

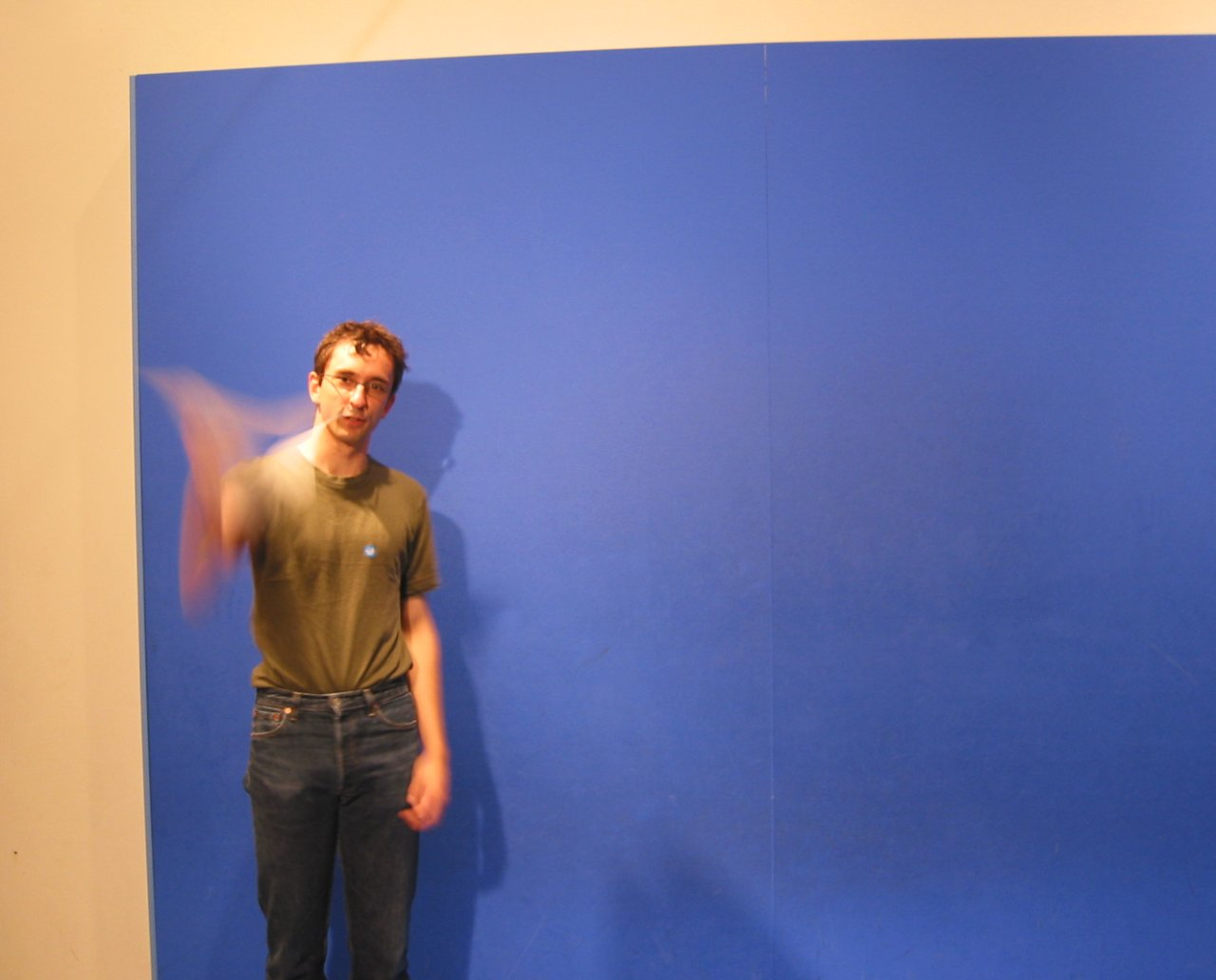
Příklad bluescreenu s hercem v popředí

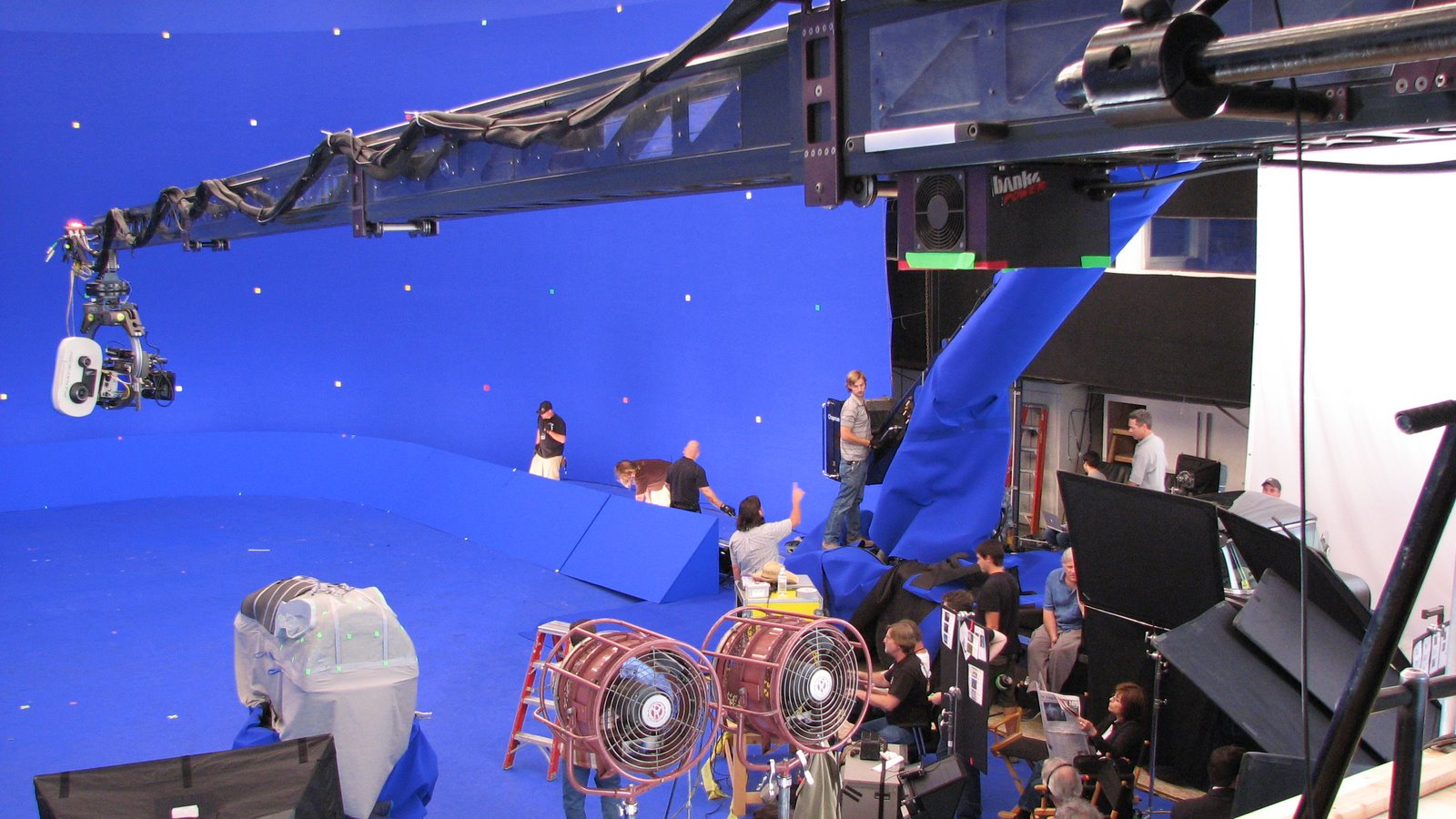
Bluescreen při natáčení filmu Kronika rodu Spiderwicků

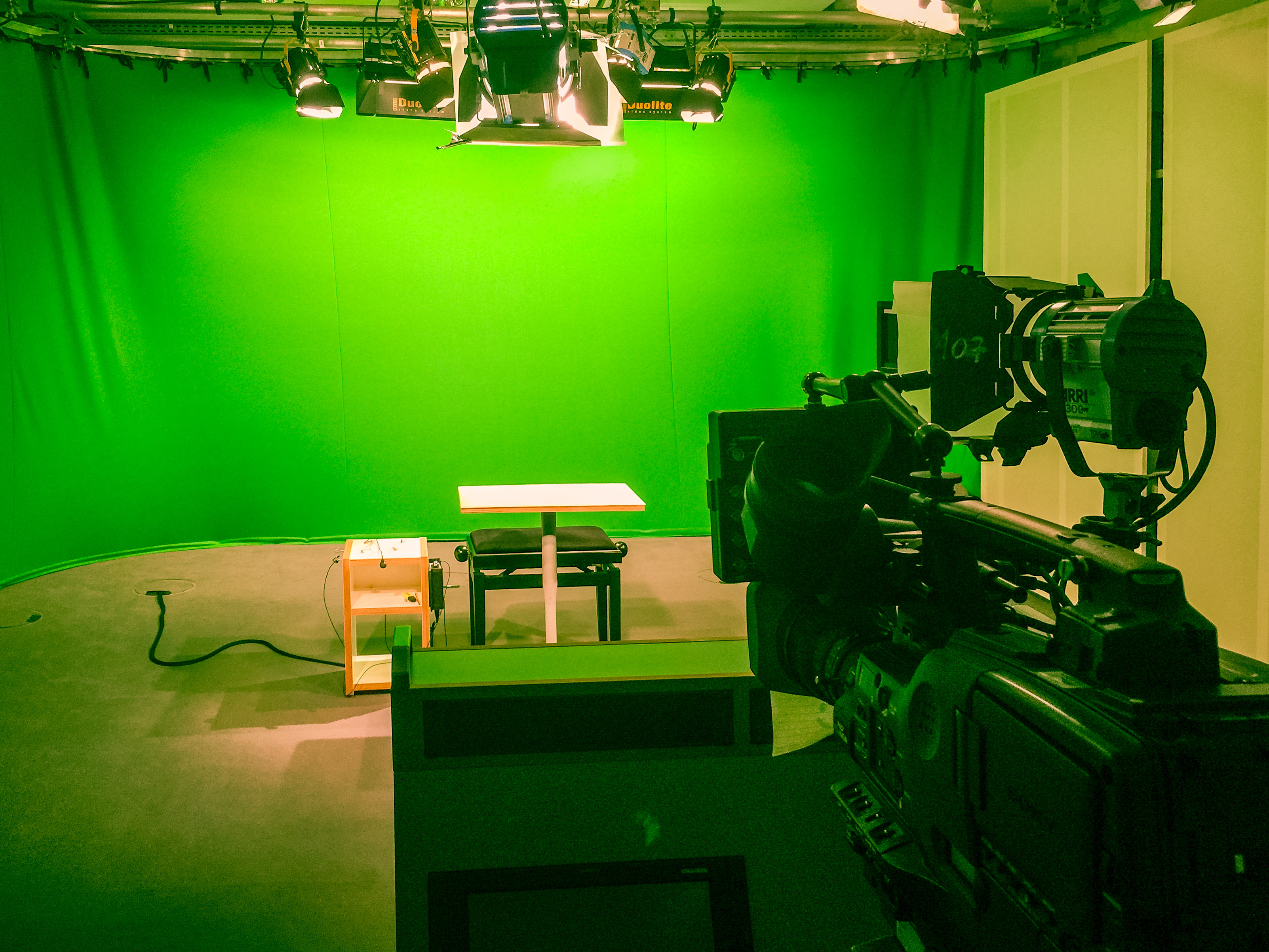
Greenscren v televizním studiu

Klíčování (též barevné klíčování, greenscreen či bluescreen, chroma key, color keying) je technika skládání fotografického nebo filmového obrazu ze dvou obrazových vrstev. První vrstvu tvoří herec nebo předmět v popředí před speciální rovnoměrně nasvícenou plachtou určité barvy; druhou vrstvou je (výsledné) pozadí. Barevná plachta je většinou zelená, ale může být i sytě modrá, případně může mít jinou barvu – podstatné je, aby obraz předmětu nebo herce, který je snímán před ní, neobsahoval barvu blízkou barvě plachty. Přínos této techniky je v „dodání“ herce nebo předmětu v popředí jedné vrstvy (nasnímané zvlášť) na scenerii pozadí, které buď v reálu neexistuje nebo by natáčení na místě bylo příliš nákladné či zcela nemožné.

## Klíčování pohyblivých obrázků
Barevné klíčování může být používáno pro statickou fotografii i v kinematografii. Vyklíčování předmětu v popředí se zpracovává buď pomocí profesionální studijní techniky v reálném čase ve studiu nebo po natočení na počítači (od přístupnějších aplikací typu Adobe After Effects po specializované profesionální aplikace od firem jako jsou DaVinci, FilmLight Ltd., Quantell (IQ), discreet (Flame), …). Druhá vrstva (pozadí, výsledná scéna) pak musí být k dispozici ve formě videoobrazu v dané televizní normě (u studiového realtimového klíčování) nebo jako zdigitalizovaný obrázek.

## Princip
Princip klíčování spočívá ve vyhledání pixelů stejné nebo podobné barvy, jakou má plachta greenscreenu a „zprůhlednění“ těchto pixelů (tzn. „propuštění“ pozadí do oněch míst). Tím se obě vrstvy zmixují tak, že předmět nebo herec v popředí první vrstvy (před greenscreenem) opticky „zapadne“ do výsledného pozadí. Daný software pro klíčování pro něj obvykle poskytuje řadu parametrů, kterými je možno klíčování ovlivnit (kromě možnosti zvolit si, na jakou barvu klíčovat, lze většinou klíčovat jen v nějakém regionu, definovaném obdélníkem nebo obecným polygonem; lze určit míru (práh) tolerance vůči klíčovací barvě (co se týče její podobnosti se zadanou barvou, na kterou se má klíčovat)). Řada programů nabízí i možnost klíčovat na dvě i víc barev současně. Tyto parametry usnadňují práci a pomáhají u záběrů, kde je plachta nerovnoměrně nasvícena (takové případy většinou vyústí v šum mezi vyklíčovanými a nevyklíčovanými oblastmi, který se odstraňuje buď druhým kolem klíčování nebo právě vhodným nastavením parametrů klíčování).

## Zpracování
V praxi jsou mnohé záběry natolik komplikované, že nesestávají pouze z jednoho klíčování, ale z mnoha postprodukčních operací s obrazem, kde klíčování je jen jedna z jeho fází – výsledek herce nebo obrazu zkombinovaného s virtuálním pozadím je dále zakomponován do výsledné scény, přičemž může být barevně upraven, zmenšen, otočen, překryt další poloprůhlednou vrstvou v popředí apod.
Klíčování lze použít u statických záběrů; u filmových záběrů, kde se kamera pohybuje, je proces mnohem komplikovanější, protože pro celkový efekt musí být pohyb v popředí dokonale synchronizován s pohybem pozadí.

## Historie
Chroma keying se historicky vyvinul přirozeně z fotografických filmových triků (prvně jen pro černobílý film). První pokusy s barevným klíčováním byly uskutečněny ve filmech z 30. a 40. let – Flying Down to Rio (1933) či The Thief of Baghdad (1940), který získal ten rok ocenění Oscar za speciální efekty. Vývoj pokračoval a dalším filmem natočeným s použitím mírně pokročilejší technologie byl Stařec a moře (1958).